# Hochschulradio in Schweden
Die Hochschulradios in Schweden kooperieren innerhalb des Zusammenschlusses Studentradion i Sverige (SRS), bei dem unter anderem Redaktionen zusammenarbeiten, Einsätze bei Festivals und Veranstaltungen koordiniert sowie die Voraussetzungen für die Wirtschaftlichkeit geschaffen werden. Als größter unter den schwedischen Hochschulradiosendern und zweitgrößter Europas gilt Radio AF in Lund, der seine Sendungen in der „AF-Burg“ (AF-borgen), dem Haus der Akademiska Föreningen, produziert. Rund 130 Studenten arbeiten für den Sender, dessen Beiträge sich hauptsächlich um das Studentenleben in der Stadt drehen.
Bei den Mitgliedsstationen des SRS begann die Karriere mehrerer bekannter schwedischer Medienpersönlichkeiten. Dazu zählen das schwedische Komikerduo Anders & Måns und die Journalistin Karin Hübinette, die beide beim Lund studio 3 arbeiteten. Anja Kontor, Moderatorin des TV-Abendmagazins Go'kväll, und Anders Holmberg, Journalist und SR-Radiomoderator, wirkten in Uppsala. Auch Uje Brandelius, der schon als Musiker, Sänger der Band Doktor Kosmos, Journalist beim Arbetarbladet, SR und SVT-Moderator und Pressesekretär der Vänsterpartiet arbeitete, fing beim Uppsaler Hochschulradio an.

## Radiosender
| Name                                                                                               | Stadt     | Sitz, Hochschule                                    | Jahr                                                  | Empfang                                  |
| -------------------------------------------------------------------------------------------------- | --------- | --------------------------------------------------- | ----------------------------------------------------- | ---------------------------------------- |
| K103                                                                                               | Göteborg  | Universität Göteborg Technische Hochschule Chalmers | 1979 Beginn                                           | UKW 103,1 MHz via Livestream             |
| Pite FM Studentradion 92,8 MHz                                                                     | Piteå     | Musikhögskolan i Piteå                              | 1989 Beginn                                           | UKW 92,8 MHz via Livestream              |
| Radio AF                                                                                           | Lund      | AF-borgen, Universität Lund                         | 1982 Sendebeginn                                      | UKW 91,1 MHz UKW 99,1 MHz via Livestream |
| Radio Campus                                                                                       | Örebro    | Universität Örebro                                  | 1986 Sendebeginn                                      | via Livestream                           |
| RadioK 98.5                                                                                        | Jönköping | alle Fachhochschulen in Jönköping                   | 1988 als Radio Frack 1994 als K-Radio 2002 als RadioK | UKW 98,5 via Livestream                  |
| Shore - Kalmars studentradio (Föreningen Studenters Högskolans och Radiointresserades Eter, SHORE) | Kalmar    | Linné-Universität                                   | 2003 Beginn                                           | via Livestream                           |
| Studentradion 98,9 (Studentradioföreningen)                                                        | Uppsala   | Universität Uppsala                                 | Beginn Anfang der 1980er                              | UKW 98,9 MHz via Livestream              |
| THS Radio 95,3 MHz Stockholm                                                                       | Stockholm | Kårhuset Nymble                                     | 1979 Sendebeginn                                      | UKW 95,3 MHz via Livestream              |
| Umeå Studentradio                                                                                  | Umeå      | Universität Umeå                                    |                                                       | UKW 102,3 MHz via Livestream             |